# Kastav
Kastav (italienska: Castua, tyska: Köstau eller Chästau) är en stad i Istrien i norra Kroatien. Staden har 8 891 invånare (2001) och ligger i Primorje-Gorski kotars län, 6 km från Opatija och 10 km från Rijeka. 

## Historia
Kastav har anor från den tidiga medeltiden. Vid arkeologiska utgrävningar har fynd efter japoder, en illyrisk folkstam som bebodde området kring 500-talet f.Kr., påträffats. Staden och dess omgivningar har därefter dominerats av romare, ostrogoter, greker och langobarder. På 700-talet anlände slaverna (dagens kroater) som därefter kom att befolka staden. Under 1200-talet löd staden under grevarna av Duino som under 1400-talet avlöstes av grevarna Walsee. 1465 övergick staden i habsburgarnas ägo. 1700 öppnade en kroatiskspråkig skola i staden. Det var den första skolan i Istrien där undervisningen formellt hölls på kroatiska.

## Arkitektur
Staden är ursprungligen byggd som ett fort med nio torn. Vid Lovkinetorget står 1600-tals kyrkan Sankta Jelena av Korset (Sveta Jelena Križarica), 1400-tals kyrkan Sankt Antonios Eremiten och en loggia från 1571 som restaurerades 1815.

## Trivia
Kastav är känt för en av Kroatiens farligaste korsningar. Enligt lokala ortsbor sker det åtskilliga incidenter i denna korsning eftersom det är stopplikt trots avsaknad av stoppskyltar samt markering i gatan.[källa behövs].